# 王绍复
王绍复，山东蓬莱人，是一名清朝政治人物。
道光辛巳举人。1842年接替福祥任松江府知府一职，1843年由崔光笏接任。